# 公埔考古遺址
公埔考古遺址，位於花蓮縣富里鄉石牌村，海岸山脈西側前緣的小山丘坪。於1988年時，經中華民國內政部指定為三級古蹟。本遺址在文化內涵上，應該歸屬於新石器時代晚期的卑南文化。遺址上聳立的「石壁」推測為古老建築的遺跡，為歷經三千年木造建築結構腐朽後，所殘存的遺跡。為目前台灣已知最大的石壁遺跡。